# Piet Schrijvers
Pieter „Piet“ Schrijvers (15. prosince 1946 Jutphaas – 7. září 2022) byl nizozemský fotbalista, brankář.
S nizozemskou reprezentací získal dvě stříbrné medaile na mistrovství světa, v letech 1974 a 1978. Na mistrovství Evropy 1976 získal bronz. Hrál i na mistrovství Evropy 1980. Celkem za národní mužstvo odehrál 46 zápasů.
Roku 1983 byl vyhlášen nizozemským fotbalistou roku, v anketě Gouden Schoen, kterou od roku 1982 společně pořádaly noviny De Telegraaf a nizozemský fotbalový magazín Voetbal International.
S Ajaxem Amsterdam pětkrát vyhrál nizozemskou ligu (76/77, 78/79, 79/80, 81/82, 82/83) a dvakrát získal nizozemský pohár (78/79, 83/83).
Později působil jako trenér, vedl FC Wageningen, TOP Oss, AZ Alkmaar a FC Zwolle.